# スイフト・タットル彗星
スイフト・タットル彗星（スウィフト・タットル彗星、英語: 109P/Swift-Tuttle）は1995年時点で公転周期133年の周期彗星。木星と1:11で軌道共鳴している。公転周期からハレー型彗星に分類される。1862年に回帰したときにルイス・スウィフトにより7月16日に、ホレース・タットルにより7月19日にそれぞれ個別に発見された。核の直径は26 km。また、ペルセウス座流星群の母天体である。1992年に回帰していたときに日本のコメットハンター、木内鶴彦によって再発見され、双眼鏡でも見える程度の明るさになった。次に回帰するのは2126年で、見かけの等級が0.7になるほど明るくなると予想されている。

## 観測史
スイフト・タットル彗星は紀元前574年、紀元前447年、紀元前紀元前322年にも肉眼で見えたと考えられているが、始皇帝の焚書坑儒などもあるためか記録は残っていない。
初めて記録上に見られるのは漢書で、地節1年（紀元前69年）に客星が現れたと書かれている。また、後漢書には中平5年（188年）に客星が現れたとする記述があり、これも今日スイフト・タットル彗星として知られる彗星に該当する。このときの見かけの等級は0.1等に及んだと考えられている。
それからこの彗星は1500年以上もの間観測されず、1737年にようやくケーグラー（中国語: 戴進賢）によって観測された。しかし彼はスイフト・タットル彗星であると分かっていたわけではなく、白い奇妙な星であると記述した。1970年代に天文学者ブライアン・マースデンによって同一である可能性が論じられた。
1862年には冒頭に述べたとおりルイス・スウィフトにより7月16日に、ホレース・タットルにより7月19日に発見された。公転周期は120年前後と予測され、1971年にはマースデンらも約120年と予測した。しかし、1737年との関連性にも注目し、1981年に回帰するという説と1992年に回帰するという2つの説を提唱した。
そして1992年9月26日、日本のコメットハンター、木内鶴彦が11.5等のスイフト・タットル彗星を再発見した。さらに10月に入ると8.5等に及び、11月下旬には5等かつ尾の長さが6.7 °になった。自転周期も2.9日と求められた。

## ペルセウス座流星群
スイフト・タットル彗星は、8月13日頃を極大とする流星群・ペルセウス座流星群の母天体である。前回の回帰時は、1991年 - 1994年にかけて活発な流星群が見られた。
1862年のスイフト・タットル彗星発見後、イタリアの天文学者・ジョヴァンニ・スキアパレッリが、ペルセウス座流星群の母天体ではないかと指摘した。彗星が流星群の母天体だとされたのはこれが最初である。

## 軌道
この彗星の近日点は地球の軌道よりも少し内側にある程度であるが、遠日点は冥王星の軌道よりも外側にある。公転周期は木星の約11倍であり、これはつまり木星と1:11で軌道共鳴しているということである。なお、軌道共鳴する彗星で逆行軌道をとることが判明したのはこれが初である。1:11の軌道共鳴をしているため、何か特殊な原因により軌道が変化しないとすると、公転周期は長期的にみて130.48年でそれに近い値をとっていく。1737年から2126年の天文学的には短期的な間でも128年から136年の間で変動している。しかし、この彗星は1000年ほど前に共鳴し始めたばかりであり、今後数千年間続くだろうと考えられている。

### 地球への接近

スイフト・タットル彗星の地球からの距離。左の縦軸の単位は天文単位、右はギガメートル。薄い灰色の部分は肉眼では見えない範囲である。点線部は現在の年。

スイフト・タットル彗星は地球・月の衛星系に度々接近し、地球との最小交差距離は0.000892 auと非常に小さい。1992年9月にこの彗星が再発見されたときには近日点通過の予測が17日ほどずれていた。そのためマースデンは、もし、2126年の回帰で近日点通過日が7月12日から約15日ずれて7月26日になった場合、この彗星と地球は衝突する可能性があると予測した。
その後、紀元前69年、紀元188年の彗星とこの彗星の同一性が明らかになり、軌道が再度計算され、この1000年間は衝突の危機が絶対にないほどかなり安定した軌道であると分かった。現在は2126年の接近では8月5日に0.153 auまで接近することが分かっている。その次の2261年の回帰では8月24日に0.147 auまで接近する。
地球にかなり接近するのは次は3044年で、0.011 auまで接近すると考えられている。また、4479年の9月中旬にも0.05 auまで接近すると考えられているが、衝突の可能性は100万分の1と推定されている。4479年以降は12000年まで衝突の可能性はだいたい5000万分の1と考えられている。
スイフト・タットル彗星はこのように地球に非常に接近することから地球近傍天体に分類される。衝突したときの相対速度は60km/sにも及ぶ。そのため、「人類が知っている中で最も危険な天体」と謳われる。